# Saison 3 de Ghost Adventures
 (avril 2025).
- Si vous ne connaissez pas le sujet, laissez ce bandeau (vous pouvez alors contacter les auteurs).
- Si vous supprimez le contenu mis en cause (vous pouvez préalablement contacter les auteurs),

argumentez précisément cette suppression dans la page de discussion
(un manque de référence n'est pas un argument ; une recherche réelle de référence doit avoir été effectuée, être formellement documentée).
 (avril 2025).
Si vous disposez d'ouvrages ou d'articles de référence ou si vous connaissez des sites web de qualité traitant du thème abordé ici, merci de compléter l'article en donnant les références utiles à sa vérifiabilité et en les liant à la section « Notes et références ».
 (avril 2025).
Motif : manque de références qualitatives, TI. Des blogs, des bases de données, des références non centrées. L'article principal est suffisant. Info doublonnant ce dernier. Saison ne se démarquant pas particulièrement.
- Archive Wikiwix
- Bing
- Cairn
- DuckDuckGo
- E. Universalis
- Gallica
- Google
- G. Books
- G. News
- G. Scholar
- Persée
- Qwant
- (zh) Baidu
- (ru) Yandex
- (wd) trouver des œuvres sur Wikidata

| 1. | Préciser le motif de la pose du bandeau. | Précisez le motif de la pose du bandeau en utilisant la syntaxe suivante : {{admissibilité à vérifier\|date=avril 2025\|motif=remplacez ce texte par le motif}}                                   |
| 2. | Informer les utilisateurs concernés.     | Pensez à avertir le créateur de l'article, par exemple, en insérant le code ci-dessous sur sa page de discussion : {{subst:avertissement admissibilité à vérifier\|Saison 3 de Ghost Adventures}} |

Chronologie
Saison 2 Saison 4
Cet article traite de la troisième saison des reportages de Ghost Adventures, une équipe américaine de chasseurs de fantômes.

## Distribution

### Personnages principaux
- Zak Bagans
- Nick Groff
- Aaron Goodwin

## Liste des épisodes

### Épisode 1: Titre français inconnu
- États-Unis :
- France : ]

### Épisode 2:L'École de Pennhurst
- États-Unis :
- France : sur CStar

L'établissement a été ouvert en 1908, accueillant des personnes atteintes de maladie mentale et a fermé ses portes en 1987. Des enfants étaient attachés à leur lit et on retirait les dents aux patients qui mordaient quelqu'un. 

### Épisode 3:Poveglia, l'île maudite
- États-Unis :
- France : sur CStar

Autrefois, des malades de la peste bubonique auraient été brûlés et enterrés sur cette île et un médecin au vingtième siècle se serait suicidé en se jetant d'un clocher. Le guide ayant présenté l'île aux trois enquêteurs semblait croire à la hantise de l'île, refusant de les accompagner dans certains bâtiments. 

### Épisode 4:La Prison de Mansfield
- États-Unis :
- France : sur CStar

- DJ Fly, détenu jusqu'en 1962[2]
- Ike Webb, ancien gardien de 1954 à 1966[2]
- Rob Klamen, guide
- Susan Nirode, témoin
- Mike Middleton, témoin
- Tina Webb, témoin[2]
- Scott Sukel, enquêteur paranormal de Ghost Hunts
- Sarah Adamescu, témoin
- Masone Beltran, enquêteur paranormal[2]

Ce pénitencier qui a fermé en 1990 a été le théâtre de violences et de drames: plusieurs gardiens ont été assassinés, en 1955 un détenu s'est pendu à une rambarde et un autre, James Lockheart, s'est immolé... 

### Épisode 5:L'Usine Remington
- États-Unis :
- France : sur CStar

- Jim Myers, officier de police[4]
- Bob Curwen, gestionnaire immobilier[4]
- Donald Carter, auteur[4]
- Alden Sherman, ancien employé[4]
- John Zaffis, enquêteur paranormal[4]
- Vickie Kinner, Harbor Area Paranormal[4]

Cette usine du Connecticut fabriquait des armes mais elle a un passé lourd et tragique. En 1915, une grève d'ouvriers portugais fut réprimée par les gardiens. Le 29 mars 1942, une explosion au sein de l'usine a fait sept morts. On raconte également des accidents du travail mortels avec des ouvriers ayant chuté dans des cuves de lave en fusion.

### Épisode 6:Le Club Old Washoe de Virginia City
- États-Unis :
- France : sur CStar

### Épisode 7:L'Hôpital Linda Vista
- États-Unis :
- France : sur CStar

Cet hôpital a été ouvert en 1909 d'abord pour les besoins des employés de la compagnie de chemin de fer de Santa Fé. Il a été détruit puis reconstruit en 1924. Mais avec la dégradation du cadre de vie dans son secteur, il a fini par soigner les blessés des gangs de South Central notamment. Il a fermé en 1991 à la suite de nombreux décès lors d'opérations notamment et à la suite d'une augmentation du taux de décès. 

### Épisode 8:Le Phare d'Execution Rocks
- États-Unis :
- France : sur CStar

- Andrea Watson, historienne[7]
- Hector Barsali, gardien de 1961 à 1962[7]
- Craig Morrison, propriétaire[7]
- Dave Hall, gardien de 1978 à 1979[7]

Ce phare a été inauguré en 1850 et fermé en 1979. Durant la guerre d'indépendance, les Britanniques y enchainaient leurs prisonniers dans l'eau à marée basse pour qu'ils se noient à marée montante.

### Épisode 9:Le Manoir de Prospect Place
- États-Unis :
- France : sur CStar

- George Adams, propriétaire du manoir[9]
- Tamara Heckle, guide[9]
- Aaron Chandler, témoin[9]
- Randy Mullinnex, guide[9]
- Kim Giesey, enquêtrice paranormale[9]
- George Toptsidis, témoin[9]
- Carla Toptsidis, témoin[9]

Ce manoir a été construit en 1856 à Trinwaydans l'Etat de l'Ohio. Son premier propriétaire George Willison Adams aidait illégalement dans ce manoir les esclaves en fuite avant que l'esclavage ne soit aboli aux Etats-Unis. Les esclaves fugitifs utilisaient également un chemin de fer clandestin à proximité. Les propriétaires ont d'ailleurs accueilli des blessés d'une collision sur cette ligne. Dans ce manoir, il est relaté qu'un chasseur de primes venu récupérer des esclaves en fuite a été pendu par les ouvriers agricoles de la propriété. après la mort de George Willison Adams en 1879, l'édifice est tombé peu à peu en décrépitude, d'abord à cause des héritiers gaspillant l'héritage, puis des vandales. On raconte également que des sacrifices ont été pratiqués par des satanistes à partir des années 1960 dans la salle de bal. 

### Épisode 10:Le Manoir Wolfe
- États-Unis :
- France : sur CStar

- Todd Wolfe, propriétaire[12]
- Donna Raymond, enquêtrice paranormale[12]
- Glenda Raymond, témoin[12]
- Terry Campbell, enquêteur paranormal[12]
- Scott Gruenwald, enquêteur paranormal[12]
- Tom Tucker, officier de police[12]
- Andy Coppock[12]

À Clovis en Californie se tenait un hôpital psychiatrique de 1942 à 1992. Des milliers de décès y ont eu lieu dont deux meurtres et un homme s'étant suicidé en avalant la mousse d'un extincteur. 